# La Panouse
La Panouse ist eine französische Gemeinde mit 86 Einwohnern (Stand: 1. Januar 2022) im Département Lozère in der Region Okzitanien. Sie gehört zum Arrondissement Mende und zum Kanton Grandrieu. 

## Geografie
La Panouse liegt im Zentralmassiv und grenzt im Nordwesten an Saint-Denis-en-Margeride (Berührungspunkt) und Saint-Paul-le-Froid, im Nordosten an Grandrieu, im Südosten an Saint-Sauveur-de-Ginestoux und im Südwesten an Monts-de-Randon mit La Villedieu. Der Passübergang Col des Trois Sœurs auf 1452 Metern über Meereshöhe verbindet die Ortschaft mit La Villedieu. Im südlichen und östlichen Gemeindegebiet verläuft der Fluss Grandrieu.

## Sehenswürdigkeiten
- Arboretum Curie oder auch Arboretum du Col des Trois Sœurs genannt, ein Botanischer Garten

## Bevölkerungsentwicklung
| Jahr      | 1962 | 1968 | 1975 | 1982 | 1990 | 1999 | 2008 | 2018 |
| --------- | ---- | ---- | ---- | ---- | ---- | ---- | ---- | ---- |
| Einwohner | 288  | 225  | 197  | 161  | 129  | 105  | 82   | 75   |